# هرمان گورتز

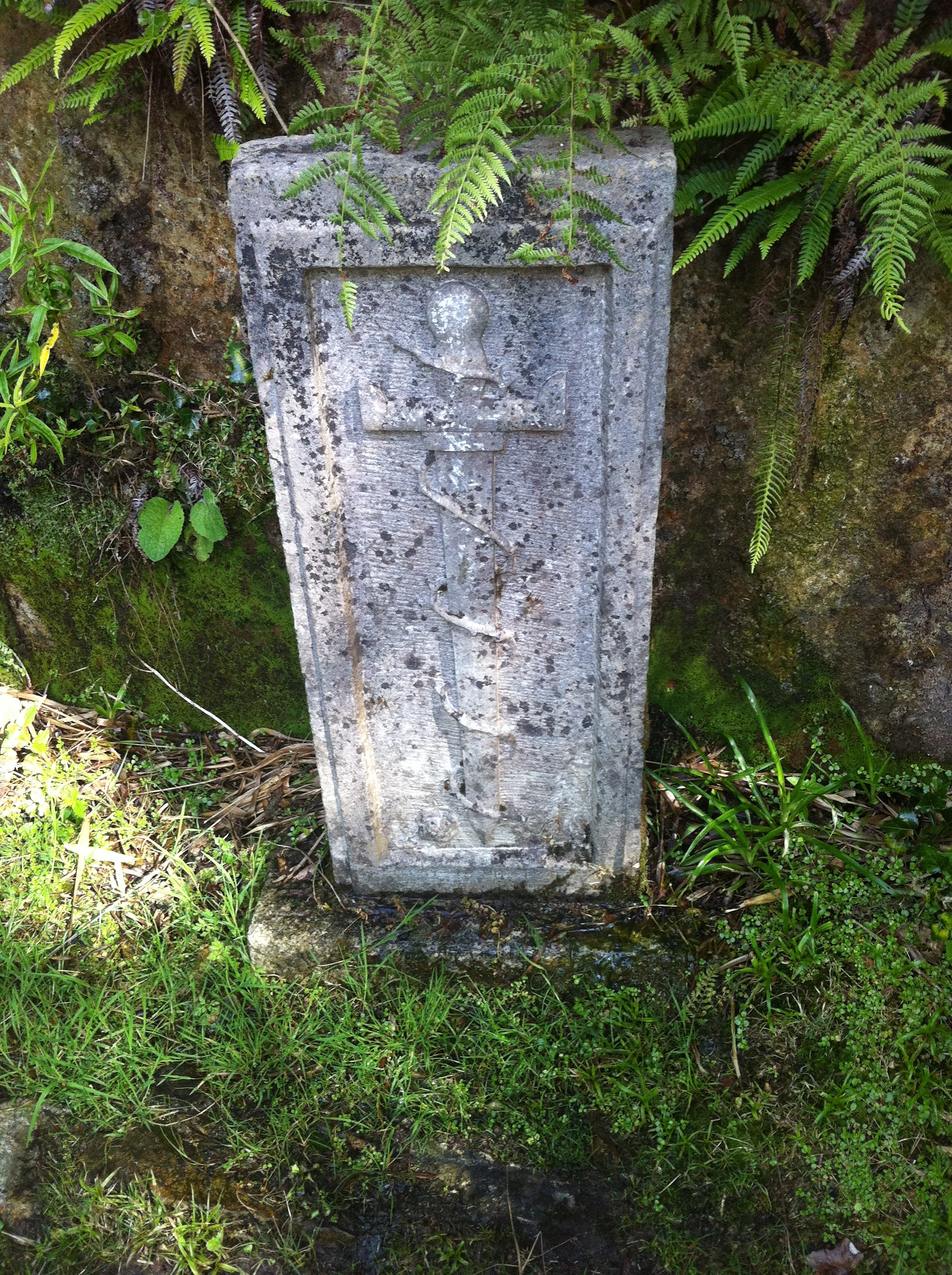
مزار گورتز در ویکلو

هرمان گورتز (انگلیسی: Hermann Görtz) (۱۵ نوامبر ۱۸۹۰ - ۲۳ مه ۱۹۴۷) یکی از جاسوسان اهل آلمان بود، که پیش از جنگ جهانی دوم و در حین آن، در بریتانیا و ایرلند جاسوسی می‌کرد.